# 广东番禺中学
广东番禺中学位于中华人民共和国广州市番禺区桥南街道，是一所广东省一级学校及国家级示范性高中。

## 历史
学校创办于1988年，由原全国政协副主席霍英东倡议，番禺区委、区政府投资兴建。2003年第二校区建成，次年交付使用。2010年于原校区成立番禺实验中学。
1994年被评为广东省一级学校，2007年被评为广东省国家级示范性普通高中。

## 知名校友
- 郭嘉峰[3]（粤语脱口秀主持人）